# USS Ohio (SSGN-726)
USS Ohio (SSGN-726) – amerykański okręt podwodny z napędem atomowym typu Ohio zbudowany pierwotnie jako nosiciel pocisków balistycznych. W 2006 zakończono jego przebudowę na nosiciela 154 pocisków manewrujących typu UGM-109 Tomahawk. Okręt jest piątą jednostką w historii US Navy noszącą nazwę 17 stanu.

## Historia
Kontrakt na budowę USS "Ohio" został przyznany stoczni Electric Boat Division 1 lipca 1974. Stocznię wybrano ponieważ oferowała najniższą cenę budowy okrętu. Stępkę pod budowę jednostki położono 10 kwietnia 1976, wodowanie miało miejsce 7 kwietnia 1979. Oddanie okrętu do służby nastąpiło 11 listopada 1981. Jako jednostka przenosząca pociski balistyczne okręt otrzymał oznaczenie USS "Ohio" (SSBN-726).
W październiku 1982 "Ohio" wypłynął ze swojego macierzystego portu w Bangor, w stanie Waszyngton w swój pierwszy patrol z pociskami Trident na pokładzie.
W czerwcu 1993 na okręcie rozpoczęły się trwające rok prace modernizacyjne obejmujące sonar, system kierowania ogniem i nawigacji."Ohio" ponownie rozpoczął misje patrolowe w styczniu 1995 w ramach Podwodnych Sił Oceanu Spokojnego. Na skutek decyzji Prezydenta Billa Clintona a także w związku z postanowieniami układu START II, podjęto decyzję o zmianie przeznaczenia i dokonaniu głębokiej przebudowy umożliwiającej przenoszenie 154 pocisków manewrujących BGM-109 Tomahawk oraz transport grup sił specjalnych. W listopadzie 2002 okręt wszedł do suchego doku na trwający 36 miesięcy remont połączony z przebudową. Przebudowa okrętu była tak głęboka, iż pociągnęła za sobą zmianę typu okrętu z SSBN na typ SSGN (Guided Missile Submarine). 7 lutego 2006 USS "Ohio" ponownie wszedł do służby.